# Орлівщанські віковічні сосни

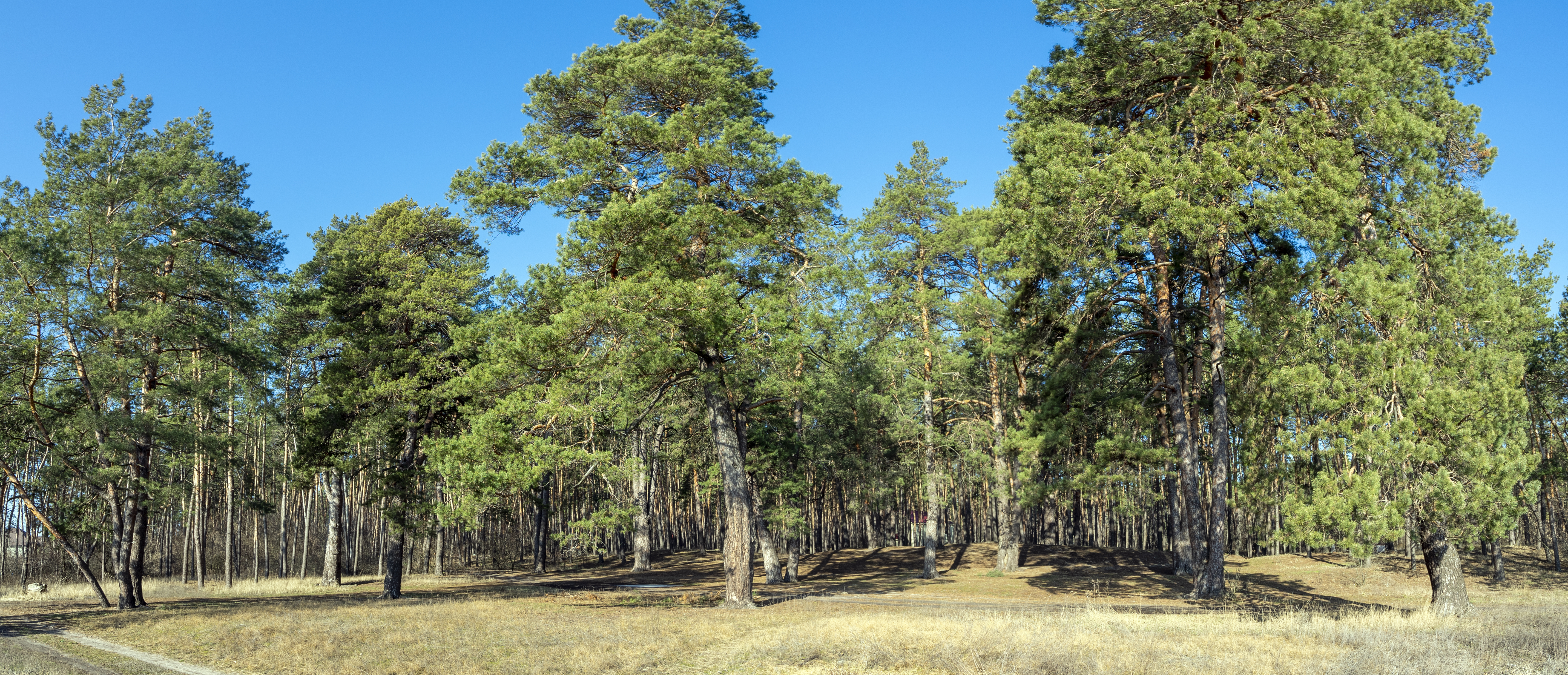

Орлі́вщанські вікові́чні со́сни — ботанічна пам'ятка природи місцевого значення в Україні. Розташована в межах Новомосковського району Дніпропетровської області, при західній околиці села Орлівщина. 
Площа 3 га. Статус присвоєно 1972 року. Перебуває у віданні: Новомосковський держлісгосп (Новомосковське лісництво, кв. 30).